# Richard Agar

a Compétitions nationales et continentales officielles uniquement.

Richard Agar, né le 20 janvier 1972, est un joueur puis entraîneur anglais de rugby à XIII. Au cours de sa carrière de joueur, il a pu porter les couleurs des clubs de Featherstone, Dewsbury, Widnes et Rochdale. Devenu entraîneur adjoint après sa retraite de joueur, il occupe ce poste quatre années à Hull FC avant d'en devenir entraîneur en 2008. En 2012, il rejoint les Wakefield Trinity Wildcats avant d'obtenir cumulativement le poste de sélectionneur de l'équipe de France à partir de février 2013.

## Biographie
Son père, Allan Agar, est un ancien joueur et entraîneur de rugby à XIII, remportant notamment le trophée Man of Steel Award en 1983 avec Featherstone Rovers.
Le 18 février 2013, la fédération française de rugby à XIII officialise à Toulouse sa prise de poste en tant sélectionneur de l'équipe de France en remplacement d'Aurélien Cologni, cumulativement avec son poste d'entraîneur de la franchise de Super League Wakefield. Il s'entoure des adjoints Jérôme Guisset et Thierry Dumaine en vue de la Coupe du monde 2013. À son sujet, le président de la FFR XIII, Carlos Zalduendo, déclare « Richard a été l'entraîneur de Hull ou de Wakefield, il a toujours pris en mains des équipes de bas de tableau et réussi à les amener en haut. Ses qualités techniques ne sont pas à mettre en doute mais ses qualités humaines sont également essentielles. Il était notre premier choix ».
Le 2 juin 2014, il démissionne de son poste d'entraîneur de Wakefield après une défaite contre les Bulls de Bradford.

## Palmarès
- Collectif :
  - Vainqueur de la Challenge Cup : 2020 (Leeds).